# One More Weekend
One More Weekend – piosenka skomponowana przez Boba Dylana, nagrana przez niego w czerwcu 1970 r. i wydana na albumie New Morning w październiku 1970 r. 

## Historia i charakter utworu
Utwór ten został nagrany na piątej sesji do albumu 3 czerwca w Columbia Studio E w Nowym Jorku.
Plonem tej sesji były także: „Can’t Help Falling in Love with You”, „Jamaica Farewell”, „Long Black Veil”, „Lily of the West (Flora)”. Wszystkie te utwory stały się odrzutami, chociaż piosenka „Can’t Help Falling in Love with You” ukazała się na albumie Dylan, podobnie jak inna wersja „Lily of the West”. 
Jest to najbardziej energicznie i zdecydowanie wykonany utwór z całej płyty. Już pierwsze jego takty przypominają brzmienie z albumu Blonde on Blonde z 1966 r. Jest to piosenka, która wyłamuje się z sielankowego nastroju całej płyty. Takie wersy jak 
We'll go some place unknown
Leave all the children home
wskazują na odżywającą tęsknotę Dylana za dawnymi rockandrollowymi dniami.

## Muzycy
- Bob Dylan – pianino, gitara, harmonijka, wokal

sesja piąta
- Al Kooper – gitara, pianino, wokal
- Charlie Daniels – gitara basowa
- Ron Cornelius – gitara
- Russ Kunkel – perkusja
- Hilda Harris – chórki
- Albertine Robinson – chórki
- Maeretha Stewart – chórki